# Pampore
Pampore é uma cidade no distrito de Pulwama, no estado indiano de Jammu e Caxemira.

## Demografia
Segundo o censo de 2001, Pampore tinha uma população de 16 595 habitantes. Os indivíduos do sexo masculino constituem 52% da população e os do sexo feminino 48%. Pampore tem uma taxa de literacia de 59%, inferior à média nacional de 59,5%: a literacia no sexo masculino é de 69% e no sexo feminino é de 49%. Em Pampore, 7% da população está abaixo dos 6 anos de idade.